# Фиссас, Панайотис
Панайо́тис (Та́кис) Фи́ссас (греч. Παναγιώτης (Τάκης) Φύσσας; 12 июня 1973, Афины) — греческий футболист, левый защитник, чемпион Европы 2004 года. Играл во всех шести матчах своей сборной на победном чемпионате Европы 2004 года и являлся основным защитником команды, сыгравшим большую роль в достижении победы на турнире.

## Клубная карьера

### Греция
Фиссас начал свою карьеру в молодёжной академии «Паниониоса», а за первую команду дебютировал в сезоне 1990/91. За клуб из Неа Смирны провёл восемь сезонов и в 1998 году выиграл кубок Греции. В 1998 году он подписал контракт со столичным грандом «Панатинаикос». В новом клубе Фиссас привлёк к себе внимание тренерского штаба национальной сборной Греции и дебютировал за команду в 1999 году. Фиссас сыграл свой первый матч в Лиге чемпионов в сезоне 2000/01.

### Зарубежные клубы
В декабре 2003 года он перешёл в лиссабонскую «Бенфику», где провёл полтора сезона. Он помог «орлам» выиграть кубок Португалии сезона 2003/04, сравняв счёт в финальном матче против «Порту», а в следующем сезоне команда выиграла чемпионат Португалии. 25 января 2004 года он был на скамейке запасных в выездном матче против «Витория Гимарайнш», «Бенфика» выиграла с минимальным счётом, но игра была омрачена внезапной смертью на поле товарища Фиссаса по команде Миклоша Фехера.
Летом 2005 года Фиссас покинул «Бенфику» и принял неожиданное решение переехать в шотландский «Харт оф Мидлотиан», несмотря на интерес со стороны клубов из Англии и Германии. В своём первом сезоне с клубом он дошёл до финала кубка Шотландии, где победил «Гретну». Свой первый и единственный гол за «Хартс» он забил в игре лиги против «Мотеруэлла» 9 декабря 2006 года. Он стал популярным игроком команды, болельщикам запомнилось его празднование выхода в Лигу чемпионов. Он покинул эдинбургский клуб в конце сезона 2006/07, чтобы вернуться в «Панатинаикос».

### Возвращение в Грецию
Вернувшись в «Панатинаикос», он сыграл лишь пару матчей за сезон 2007/08 и решил уйти из футбола. После ухода со спорта Фиссас вошёл в тренерский штаб сборной Греции Отто Рехагеля, помогал ему на чемпионате мира 2010, после ухода Рехагеля в отставку работал с новым тренером Фернанду Сантушем.

## Международная карьера
Фиссас сыграл 60 матчей за Грецию и забил четыре гола. Фиссас дебютировал за команду в 1999 году в матче против Финляндии. Три из четырёх голов за сборную он забил в ворота Кипра: оформил дубль 15 мая 2002 года и ещё раз забил 29 января 2003 года, в обоих матчах Греция выиграла 3:1 и 2:1 соответственно. Он также был одним из ключевых игроков сборной Греции, которая неожиданно выиграла чемпионат Европы 2004 в Португалии. Впоследствии он вошёл в символическую сборную турнира.

## После окончания карьеры
После ухода из футбола Фиссас занял должность технического директора сборной Греции. С приходом Клаудио Раньери на пост главного тренера Греции контракт Фиссаса, истёкший 1 августа 2014 года, не был продлён. Через несколько дней было объявлено, что он начнёт работать с «Панатинаикосом» в качестве директора футбола, вернувшись к «зелёным» через 6,5 лет. Этот пост он покинул в феврале 2016 года, но уже в декабре того же года занял пост тренера клубной академии.
На парламентских выборах 2019 года баллотировался в 1-м округе Восточной Аттики от «Новой демократии».

## Достижения
- Чемпион Европы 2004 года
- Чемпион Греции 2003/04
- Обладатель Кубка Греции 1998
- Чемпион Португалии 2004/05
- Обладатель Кубка Португалии 2004
- Обладатель Кубка Шотландии 2006